# Stendardo presidenziale italiano

Quarto stendardo presidenziale (mod. 2000), in uso dal 14 ottobre 2000

Lo stendardo presidenziale italiano è il vessillo distintivo della presenza del presidente della Repubblica Italiana.
Esso segue, pertanto, il capo dello Stato ogni qual volta si allontani dal Palazzo del Quirinale, presso il quale è esposto durante la sua presenza. Lo stendardo è esposto sui mezzi di trasporto a bordo dei quali sale il presidente, all'esterno delle prefetture quando il presidente è in visita ad una città e all'interno delle sale dove interviene in veste ufficiale. Lo stendardo presidenziale è uno dei simboli patri italiani.
Lo stendardo richiama i colori della bandiera nazionale italiana, con particolare riferimento al vessillo della storica Repubblica Italiana del 1802-1805; la forma quadrata e la bordatura blu Savoia, il cui uso fu mantenuto anche in epoca repubblicana, simboleggiano le forze armate italiane, che sono comandate dal presidente.

## Storia

Primo stendardo presidenziale (mod. 1965), in uso dal 22 settembre 1965 al 21 marzo 1990

Il primo stendardo presidenziale usato provvisoriamente fin dalla proclamazione ufficiale della Repubblica (12 giugno 1946) fu la bandiera nazionale; in seguito, il 22 settembre 1965, fu deciso di istituire uno stendardo presidenziale specifico. Fu subito scartata l'idea iniziale di realizzare, come stendardo, la sovrapposizione dell'emblema della Repubblica con la bandiera nazionale a causa della somiglianza di questa ipotetica composizione con la bandiera messicana.

Bandiere italiana e messicana a confronto

Con Foglio d'Ordine n° 76 del 22 settembre 1965 il presidente Giuseppe Saragat, su impulso del ministero della difesa, scelse il primo stendardo "modello 1965", che prevedeva un drappo quadrato blu Savoia caricato con l'emblema della Repubblica, alto 3/5 del lato del drappo, in oro. I colori, secondo la tradizione militare italiana, simboleggiano, rispettivamente, il comando ed il valore.
Nel 1986 fu istituito uno stendardo per il presidente supplente della Repubblica. Tale stendardo, che è simile al primo vessillo del presidente, anziché blu, è bianco con cornice blu; inoltre, l'emblema della Repubblica, anziché essere color oro, è color argento.
In seguito, con decreto del presidente della Repubblica del 22 marzo 1990, il presidente Francesco Cossiga adottò il secondo stendardo "modello 1990", che prevedeva un drappo quadrato tricolore con bordo azzurro, largo 1/8 (alcune fonti riportano 1/6) del lato del drappo, ed introdusse un regolamento d'uso che ne stabiliva l'utilizzo e l'esposizione nelle cerimonie e negli edifici pubblici. Questo modello durò solo due anni.
Infatti, con decreto del presidente della Repubblica del 29 giugno 1992, il presidente Oscar Luigi Scalfaro ripristinò lo stendardo "modello 1965", con l'emblema della Repubblica ridotto di dimensione, cioè alto 1/3 del lato del drappo: questa versione è conosciuta come terzo stendardo "modello 1992". Il decreto di adozione recita:
(Decreto del presidente della Repubblica del 29 giugno 1992)

Bandiera della Repubblica Italiana del 1802-1805

Infine, con decreto del presidente della Repubblica del 9 ottobre 2000, pubblicato sulla Gazzetta Ufficiale n. 241 del 14 ottobre 2000, il presidente Carlo Azeglio Ciampi introdusse il quarto stendardo "modello 2000", stendardo attualmente in uso, che richiama la bandiera della storica Repubblica Italiana del 1802-1805. Questo legame con il vessillo storico citato ha l'obiettivo di richiamare il Risorgimento e la lotta per l'unità nazionale. Il decreto di adozione recita:
(Decreto del presidente della Repubblica del 9 ottobre 2000)
Lo stendardo in uso fu portato in orbita a bordo della Stazione spaziale internazionale dall'astronauta Umberto Guidoni e mostrato durante la videoconferenza con il presidente Ciampi il 25 aprile 2001.
Con decreto del presidente della Repubblica del 17 maggio 2001, pubblicato sulla Gazzetta Ufficiale n° 11 del 22 maggio 2001, si è creata, invece, l'insegna distintiva per i presidenti emeriti della Repubblica. Il decreto di adozione recita: 
(Decreto del presidente della Repubblica del 17 maggio 2001)
Il Reggimento Corazzieri di stanza nella caserma "Alessandro Negri di Sanfront" (maggiore comandante dei tre squadroni da guerra dei Carabinieri Reali nel celebre episodio della carica di Pastrengo del 30 aprile 1848), che fa parte del complesso di costruzioni monastiche annesse alla chiesa di Santa Susanna alle Terme di Diocleziano in Roma, custodisce, nell'ufficio del colonnello comandante, sia lo stendardo originale in uso che i vecchi vessilli presidenziali, oltre che la bandiera di guerra assegnata al reggimento nel 1878 e l'antica bandiera colonnella, simbolo della sua speciale missione.

## Evoluzione storica dello stendardo

### Stendardi provvisori (1946 - 1965)

Stendardo provvisorio del Capo provvisorio dello Stato (12 giugno 1946 - 18 giugno 1946)
Stendardo del Capo Provvisorio dello Stato della Repubblica Italiana (12 giugno 1946[2] - 31 dicembre 1947)
Stendardo presidenziale provvisorio della Repubblica Italiana (1º gennaio 1948 - 21 settembre 1965)

### Stendardi presidenziali (1965 - oggi)

Primo stendardo (mod. 1965) (22 settembre 1965 - 21 marzo 1990)
Secondo stendardo (mod. 1990) (22 marzo 1990 - 28 giugno 1992)
Terzo stendardo (mod. 1992) (29 giugno 1992 - 13 ottobre 2000)
Quarto stendardo (mod. 2000) (14 ottobre 2000 - oggi)

### Altri stendardi

Proposta stendardo (mod. 1965) Proposta di stendardo presidenziale della Repubblica Italiana. Non venne mai utilizzato per la sua somiglianza con la bandiera messicana.
Stendardo per il presidente supplente (mod. 1986)                                                                                               (16 maggio 1986 - oggi)
Stendardo ed insegna distintiva dei presidenti emeriti della Repubblica Italiana (mod. 2001) (23 maggio 2001 - oggi)